# Walter Gitschthaler

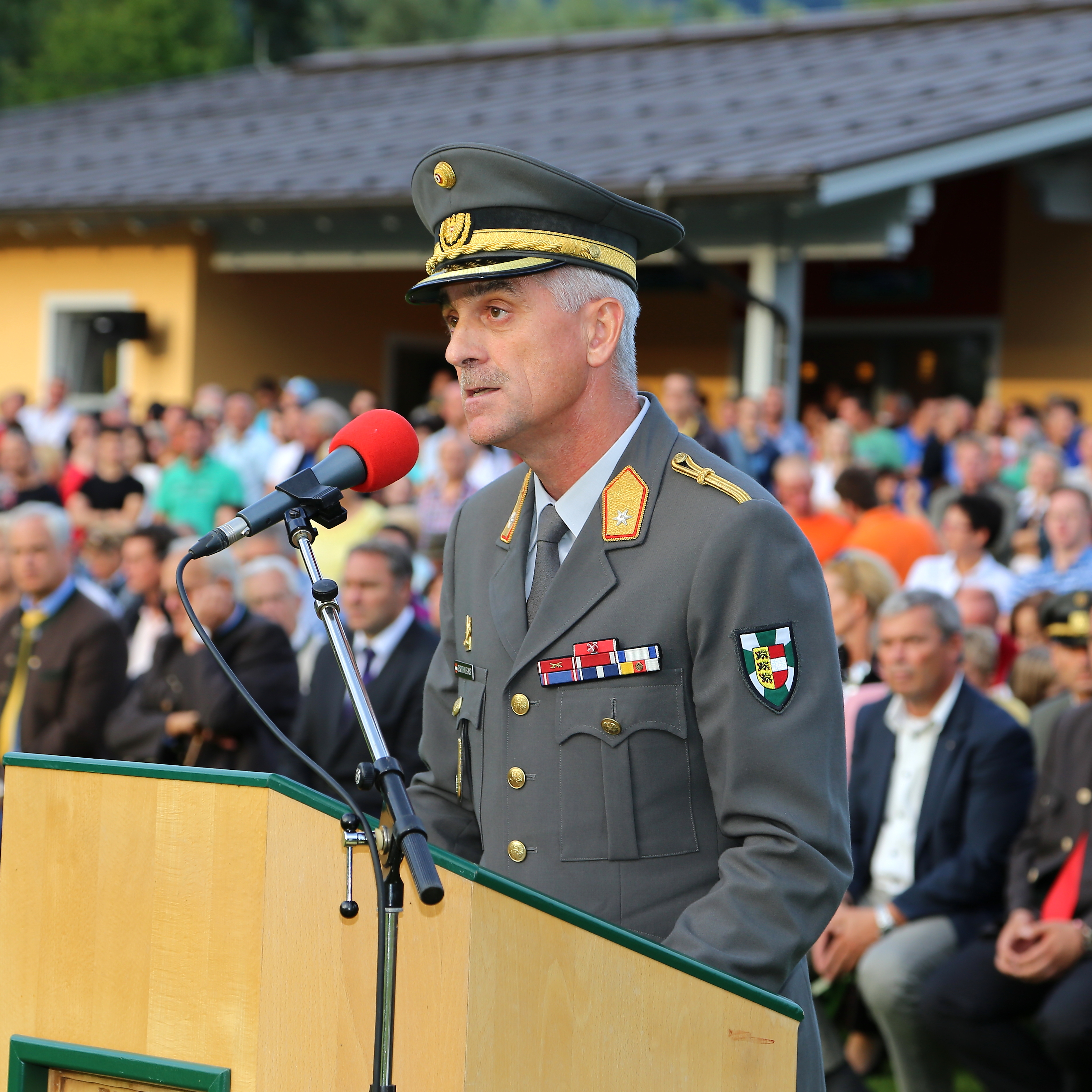
Walter Gitschthaler (2014)

Walter Gitschthaler (* 23. Oktober 1959 in Klagenfurt am Wörthersee) ist ein ehemaliger Offizier des Österreichischen Bundesheeres im Range eines Brigadiers und er war von 2012 bis 2023 Militärkommandant von Kärnten.

## Leben
Walter Gitschthaler wurde am 23. Oktober 1959 in Klagenfurt am Wörthersee geboren und absolvierte nach der Volksschule in Sankt Jakob im Rosental und des Gymnasiums in Klagenfurt am Wörthersee von 1978 bis 1982 die Offiziersausbildung an der Theresianischen Militärakademie in Wiener Neustadt, wo er zum Leutnant ausgemustert wurde.
Danach war er Zugskommandant und Kompaniekommandant beim Jägerbataillon 25. Von September 1996 bis April 1997 absolvierte er an der Landesverteidigungsakademie einen Bataillonskommandantenkurs. 1997 bis 2000 war er Kommandant des Jägerbataillons 27. 
Von Oktober 2000 bis Oktober 2001 fungierte Gitschthaler als Mitglied der Projektgruppe Cooperative Best Effort 2001 im Korpskommando I in Graz und 2002 folgte ein Auslandseinsatz im Kosovo sowie weitere internationale Übungen in Italien, der Ukraine und Deutschland. 2004 bis 2006 diente er als Missionsoffizier im Rahmen der SFOR und der EUFOR in Bosnien-Herzegowina.
Ab 2006 war Gitschthaler Referatsleiter Übungsplanung und Planung von Auslandseinsätzen des Bundesheeres im Streitkräfteführungskommando in Graz. Im Oktober 2007 wurde er Leiter der Stabsarbeit sowie stellvertretender Militärkommandant von Kärnten.
Am 1. August 2012 wurde er zum Militärkommandanten von Kärnten ernannt und zum Brigadier befördert. Er löste damit Brigadier Gunther Spath ab, der in den Ruhestand ging.
Am 25. August übergab Gitschthaler das Kommando an seinen Nachfolger Brigadier Philipp Eder. Mit 31. August 2023 trat er seinen Ruhestand an.

## Privates
Walter Gitschthaler ist verheiratet und Vater von zwei Töchtern.

## Auszeichnungen und Ehrenzeichen (Auszug)
- 2007: Akademischer Grad Master of Security and Defense Management (MSD)
- 2006: Silbernes Ehrenzeichen für Verdienste um die Republik Österreich[2]
- 2023: Großes Goldenes Ehrenzeichen des Landes Kärnten[3]
- Einsatzmedaille des Österreichischen Bundesheeres
- Wehrdienstzeichen 1. Klasse
- Wehrdienstmedaille in Bronze